# Robert Pershing Wadlow
Robert Pershing Wadlow (Alton, Illinois, 1918. február 22. – Manistee, Michigan, 1940. július 15.) a Guinness Rekordok Könyve szerint a valaha élt legmagasabb ember. Magasságát utoljára 1940. június 27-én mérték, ekkor 2,72 méter magas volt,  tömegét 199 kilogrammnak mérték. Növekedését, mely egészen élete végéig tartott, az agyalapi mirigyének (egyébként egészséges sejtjeinek) megnagyobbodása, orvosi nevén hypertrophia okozta.
1918-ban született Harold Franklin Wadlow – Alton későbbi polgármestere – és Addie Wadlow (születési nevén Addie Johnson) öt gyermeke közül elsőként, 3,80 kg-os tömeggel, átlagos mérettel. Később még négy testvére született: Helen Ione, Eugene Harold, Betty Jean és ifj. Harold Franklin. Wadlow rendkívüli növekedésére a születése utáni hónapokban egyből felfigyeltek. 6 hónapos korában már 13,6 kg súlyú volt. Másfél éves korában 28 kg volt súlya, két évesen pedig már felkeltette az általános figyelmet rendkívüli mérete. 5 éves korában elérte a 162 cm-t – nyolcéves korára pedig elérte a 183 cm-t. Kilencévesen már képes volt felvinni 180 cm magas és 77 kg tömegű apját házuk lépcsőjén.
Tízévesen 198 cm magas volt és 101 kg-ot nyomott. Tizenhárom évesen ő lett a világ legmagasabb kiscserkésze 224 cm-es magasságával – eddigre születése óta átlagosan tíz centimétert nőtt évente –, USA-beli mérték szerint 25-ös cipőt viselt. 
Tizenhat évesen 240 cm magas és 166 kg tömegű volt, tizenhét évesen 248 cm és 180 kg, 18 évesen 254 cm és több mint 177 kg; cipőit, melyek 37AA méretűek voltak (49 cm), ingyen biztosították neki. 1936-ban, mikor elvégezte az altoni középiskolát, a Shurtleff College-ba felvételizett, hogy jogot tanuljon. 1937-re magassága túlszárnyalt minden addig feljegyzett rekordot. 19 évesen 260 cm és 197 kg volt, 21. születésnapjára pedig elérte legnagyobb tömegét, a 223 kilogrammot. Erre az időre keze (csuklójától a középső ujj hegyéig mérve) 32,4 cm-esre nőtt. 25-ös méretű gyűrűt viselt. Kitárt karjainak távolsága ujjhegytől ujjhegyig 2,88 m széles volt. Naponta 8000 kalória ételt fogyasztott.
Méretei egyre inkább nehézséget okoztak; lábaira merevítőket kellett helyezni, hogy támogassa súlyát, ezzel megerősítve álló képességét, különösen a nyilvános megjelenései során, és nem nagyon érezte a kezét és lábát. Mindazonáltal jó általános egészségnek örvendett és méretéhez kiváló fizikai erő társult. Huszonegy évesen 264 cm magas lett, 1940. június 27-én – tizennyolc nappal a halála előtt – 272 cm magasnak mérte dr. C. M. Charles és dr. Cyril MacBryde a St. Louis-i Washington Universityn.
Erre az időre Wadlow hírességgé vált Amerikában; 1936-ban a Ringling Brothers Circusszal, 1938-ban az INTERCO-val turnézott.
1940. július 4-én, miközben a Nemzeti Erdei Fesztiválon vett részt, kórházba kellett szállítani, mert az egy héttel korábban felhelyezett, hibás lábmerevítő felsértette a bokáját és a seb elfertőződött. Vérátömlesztést kapott és meg is műtötték, de állapota romlott, és július 15-én, hajnali 1:30-kor, álmában elhunyt.
Az altoni Oakwood Cemeteryben temették el július 19-én; temetésén körülbelül negyvenezren vettek részt. Fél tonnás koporsóját, mely 3,28 méter hosszú, 81 cm széles és 76 cm mély volt, tizenketten vitték, testét szilárd betonkriptában helyezték nyugalomra, feltehetőleg mert családja aggódott, hogy kíváncsiskodók betörnek a kriptába vagy ellopják a holttestet.

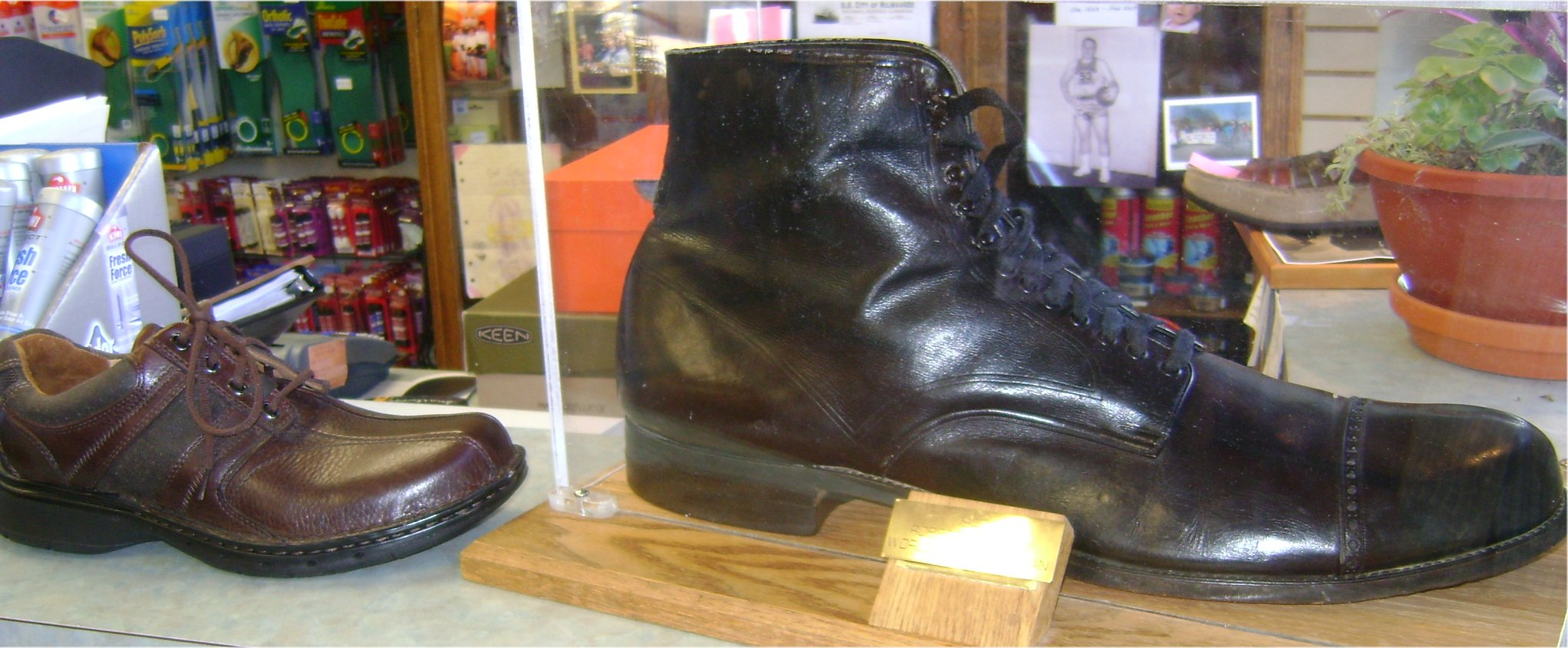
Wadlow cipője egy átlagos cipőhöz hasonlítva

1985-ben életnagyságú szobrot emeltek neki a Dél-Illinoisi Egyetem Edwardsville-i Fogorvosi Karán.
A gigantizmus nevű rendellenesség, melyben Wadlow szenvedett, rendszerint nem okoz ilyen hatalmas növekedést és nem jelentkezik ilyen korai életkorban. Egy átlagos ember agyalapi mirigye egy borsó méretével egyenlő és ez a szerv felel (többek között) a növekedési hormon (HGH) kiválasztásáért, ami az emberi növekedésért felelős hormon. Robert agyalapi mirigye kivételesen nagy méreténél fogva lényegesen több növekedési hormont választott ki a normálisnál, ezzel okozva rendkívüli növekedését, ami szinte azonnal jelentkezett születése után és folyamatosan tartott egészen élete végéig. Ha halála nem következett volna be 1940-ben, növekedése szinte biztosan továbbra is folytatódott volna.

## Magassága
| Életkor | Magasság |
| ------- | -------- |
| 5       | 163 cm   |
| 8       | 183 cm   |
| 10      | 198 cm   |
| 13      | 224 cm   |
| 16      | 240 cm   |
| 19      | 259 cm   |
| 21      | 268 cm   |
| 22      | 272 cm   |